# Музей страхования (Краков)

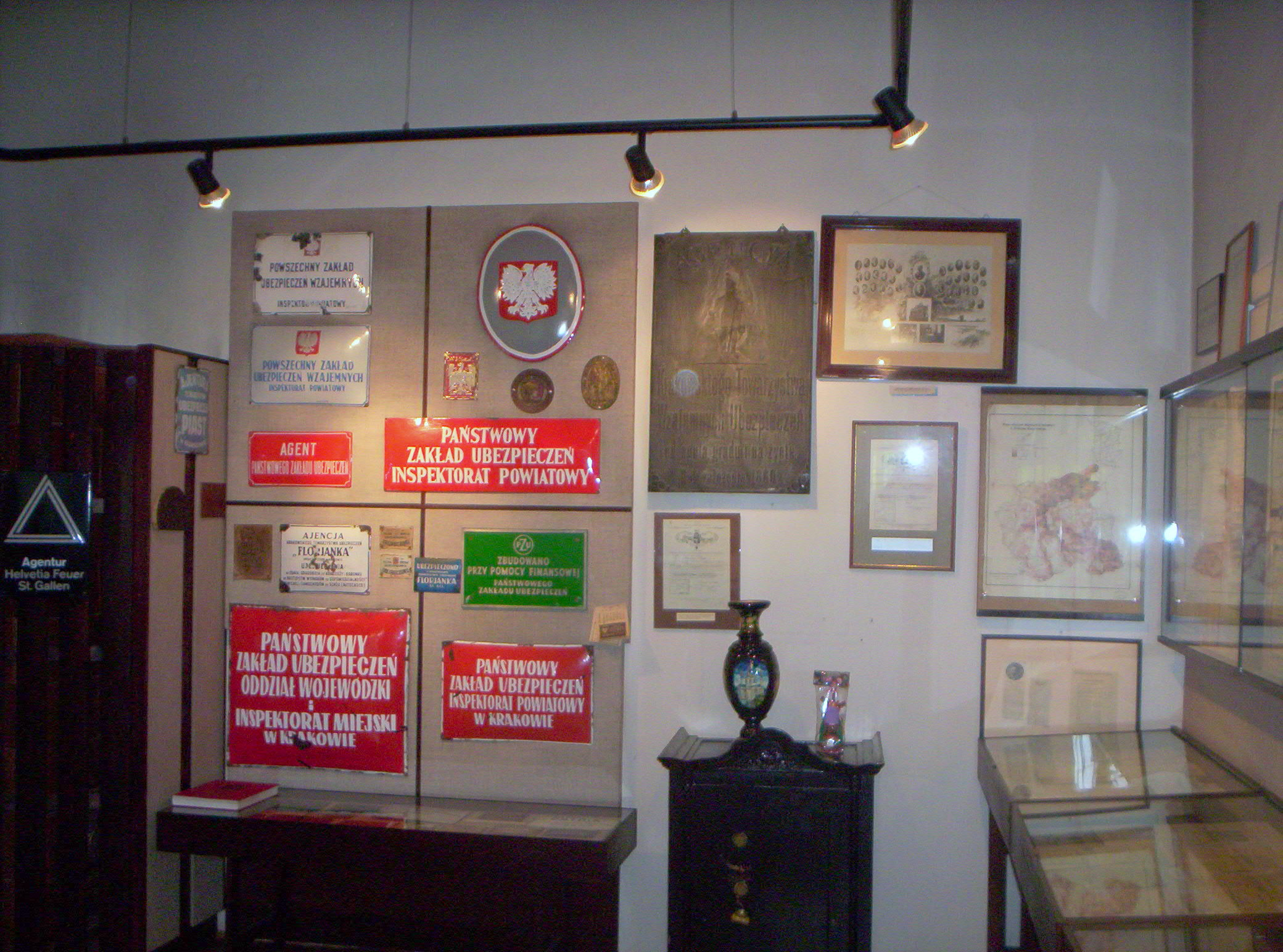
Фрагмент экспозиции

Музей страхования (пол. Muzeum Ubezpieczeń) — музей, находящийся в Кракове на улице Дунаевского, 3. 
Музей располагается в одном из филиалов польской страховой компании Powszechny Zakład Ubezpieczeń. Основан в 1987 году по инициативе Мариана Гампеля, который был начальником информационного отдела этого филиала. Основой музея стала выставка, посвящённая 175-летию страхового дела в Польше, на которой было представлено около 400 экспонатов. Ещё 800 экспонатов были подарены жителями Кракова.
Музей экспонирует материалы, связанные с двухсотлетней историей страхового дела в Польше. В собрании музея находятся около 36 тысяч экспонатов. Собрание музея состоит из страховых полисов, фотографий, публикаций, страховых досок, личных памятных вещей, ушных меток крупного рогатого скота, приборов измерения земельных участков, бумаг казначейства и документов, посвящённых страховому делу.
Самым старым экспонатом музея, датируемым 14 декабря 1804 года, является документ, выданный «Пожарным обществом» для городов Южной Пруссии Войцеху Кристеру.